# Wagging Tongue
Wagging Tongue är en låt av den brittiska gruppen Depeche Mode. Den utgavs som singel den 7 juli 2023. "Wagging Tongue", som finns med på albumet Memento Mori, är gruppens femtiofemte singel totalt.

## Låtlista
| 1. | Wagging Tongue (Remix featuring Kid Moxie)                  | 4:06 |
| 2. | Wagging Tongue (Wet Leg Remix)                              | 4:38 |
| 3. | Wagging Tongue (Edu Imbernon & Clemente 'Imbermind' Vision) | 5:24 |
| 4. | Wagging Tongue (Daniel Avery Remix)                         | 4:30 |
| 5. | Wagging Tongue (Henning Baer Remix)                         | 4:51 |
| 6. | Wagging Tongue (Hawtin Gaiser Remix)                        | 6:35 |
| 7. | Wagging Tongue (Gabe Gurnsey Remix)                         | 5:49 |
| 8. | Wagging Tongue (Decius Remix)                               | 6:28 |
| 9. | Wagging Tongue (Kiimi's Enjoy the Ride Dub Remix)           | 5:44 |

| 1. | Wagging Tongue (Hawtin Gaiser Remix)      | 6:36 |
| 2. | Wagging Tongue (Daniel Avery Remix)       | 4:30 |
| 3. | Wagging Tongue (Henning Baer's 808 Remix) | 4:51 |